# Made in Switzerland
Made in Switzerland è un album dal vivo della rock band svizzera Gotthard, pubblicato nell'aprile del 2006 dalla Nuclear Blast.
L'album è stato registrato durante il Lipservice Tour l'8 dicembre 2005, in occasione della riapertura (dopo la ristrutturazione) dell'Hallenstadion di Zurigo, di fronte a circa 14.000 spettatori. Il concerto è stato inoltre integralmente filmato sotto le videocamere e la regia della DoRo, venendo distribuito in DVD insieme ad alcuni video e dietro le quinte extra. Nella versione CD, per esigenze di spazio, sono state tagliate alcune tracce rispetto all'edizione DVD.
La copertina dell'album riprende ironicamente alcuni tratti distintivi della cultura svizzera, come prati, montagne, tori e mucche.
Si tratta del primo vero album dal vivo realizzato dal gruppo, dato che il precedente D-Frosted del 1997 era un live acustico con diverse modifiche in studio.

## Tracce

### CD
1. All We Are – 4:29 (Steve Lee, Leo Leoni, Freddy Scherer, Mary Susan Applegate, Fredrik Thomander, Anders Wikström)
2. Dream On – 3:31 (Lee, Scherer, Applegate)
3. Hush – 4:52 (Joe South)
4. Mountain Mama – 4:25 (Lee, Leoni, Chris von Rohr)
5. Let It Be – 6:41 (Lee, Leoni, von Rohr)
6. Top of the World – 4:12 (Lee, Leoni, Mandy Meyer, Marc Tanner)
7. I Wonder – 4:27 (Lee, Leoni, Applegate, Thomander, Wikström)
8. Said & Done – 4:05 (Lee, Leoni, Applegate)
9. One Life, One Soul – 3:55 (Lee, Leoni, von Rohr)
10. Nothing Left at All – 3:59 (Lee, Leoni, Scherer)
11. Sister Moon – 4:14 (Lee, Leoni, von Rohr)
12. Mighty Quinn – 4:30 (Bob Dylan)
13. In the Name (acustica) – 3:44 (Lee, Leoni, von Rohr)
14. Heaven – 6:32 (Lee, Leoni, von Rohr)
15. Lift U Up – 3:43 (Lee, Leoni, Applegate, Thomander, Wikström)
16. Anytime Anywhere – 5:57 (Lee, Leoni, Applegate)
17. Immigrant Song (cover dei Led Zeppelin) – 4:43 (Jimmy Page, Robert Plant)

### DVD
1. All We Are (Lee, Leoni, Scherer, Applegate, Thomander, Wikström)
2. Dream On (Lee, Scherer, Applegate)
3. Hush (South)
4. Mountain Mama (Lee, Leoni, von Rohr)
5. Let It Be (Lee, Leoni, von Rohr)
6. Top of the World (Lee, Leoni, Meyer, Tanner)
7. I Wonder (Lee, Leoni, Applegate, Thomander, Wikström)
8. Said & Done (Lee, Leoni, Applegate)
9. One Life, One Soul (Lee, Leoni, von Rohr)
10. Nothing Left at All (Lee, Leoni, Scherer)
11. Sister Moon (Lee, Leoni, von Rohr)
12. The Other Side of Me (Lee, Leoni, Applegate, Thomander, Wikström)
13. Firedance (Lee, Leoni, von Rohr)
14. Battle of Titans
15. Homerun (Lee, Leoni, von Rohr)
16. Mighty Quinn (Dylan)
17. In the Name (Lee, Leoni, von Rohr)
18. Heaven (Lee, Leoni, von Rohr)
19. Lift U Up (Lee, Leoni, Applegate, Thomander, Wikström)
20. Anytime Anywhere (Lee, Leoni, Applegate)
21. Immigrant Song (Page, Plant)

Contenuti extra
- Dietro le quinte del concerto
- Dietro le quinte del video Anytime Anywhere
- Video musicali:

1. Anytime Anywhere
2. Lift U Up
3. Dream On

- Foto-Gallery

## Formazione
- Steve Lee – voce
- Leo Leoni – chitarre
- Freddy Scherer – chitarre
- Marc Lynn –  basso
- Hena Habegger –  batteria

### Altri musicisti
- Nicolò Fragile – tastiere, piano

### Produzione
- Leo Leoni – produzione
- Ronald Prent e Markus Maschke – registrazione
- Ronald Prent – missaggio
- Darcy Proper – mastering
- Rudi Dolezal & Hannes Rossacher – regia e produzione del DVD

## Classifiche

### Classifiche settimanali
| Classifica (2006) | Posizione massima |
| ----------------- | ----------------- |
| Germania          | 77                |
| Giappone          | 142               |
| Svizzera          | 1                 |

### Classifiche di fine anno
| Classifica (2006) | Posizione |
| ----------------- | --------- |
| Svizzera          | 32        |